# Unaysauridae
Unaysauridae es una familia de sauropodomorfos basales del Triásico Superior de la India y Brasil.

## Diagnóstico y sistemática
Unaysauridae fue definido por Müller et al. (2018) como el clado más inclusivo, incluido Unaysaurus tolentinoi, pero no Plateosaurus engelhardti ni Saltasaurus loricatus.
Los miembros de Unaysauridae son diagnosticados por una parte craneal sustancialmente expandida del cóndilo medial del astrágalo, así como por una fenestra promaxilar. Unaysauridae es la familia hermana de Plateosauria, más derivada que Nambalia, Thecodontosaurus ISI R277, Pantydraco y Efraasia. Unaysaurus y Jaklapallisaurus habían sido asignados previamente a Plateosauridae por autores anteriores.